# Gyilkosság (film, 1956)
A Gyilkosság (The Killing) egy 1956-ban bemutatott amerikai film noir-krimi, amelyet Stanley Kubrick rendezett, producere James B. Harris volt. A forgatókönyvet Kubrick és Jim Thompson írta Lionel White Clean Break című regénye alapján. A főszerepekben Sterling Hayden, Coleen Gray és Vince Edwards látható.

## Cselekmény
|  | Alább a cselekmény részletei következnek! |

Johnny Clay, a börtönből frissen szabadult, visszaeső bűnöző egy telivér lóversenypálya kirablását tervezi, a zsákmányt körülbelül kétmillió dollárra becsülik. Társai egyike, Marvin Unger pénzügyi támogatást nyújt a tervhez, rejtekhelyül felajánlja saját lakását, és megadja annak címét a versenypálya két alkalmazottjának: George Peatty pénztárosnak és Mike O'Reilly csaposnak. A tervhez csatlakozik a korrupt rendőr, Randy Kennan is. George, aki boldogtalan házasságban él anyagias feleségével, Sherryvel, bevallja neki a készülő rablást – Sherry pedig azonnal továbbadja az információt szeretőjének, Valnak.
A rejtekhelyen az öt férfi részletesen megtervezi a rablást. Johnny elárulja, hogy két másik ember is részt vesz az akcióban, akiket fix, alacsony díjjal fizetnek ki: egy mesterlövész lelövi majd a verseny favorit lovát, hogy zűrzavart keltsen, míg egy birkózó balhét csap a bárban, figyelemelterelés céljából. Mikor kiderül, hogy Sherry kihallgatta a megbeszélést, a többiek elválasztják George-ot tőle. Johnny figyelmezteti Sherryt, hogy ne avatkozzon közbe a rablás végrehajtásáig.
A rablás reggelén Marvin atyai érzelmeket táplál Johnny iránt, és azt javasolja, hogy az akció után ketten kezdjenek új életet valahol máshol. Johnny elutasítja az ötletet, és megparancsolja neki, hogy maradjon távol a versenypályától a rablás alatt. Mike becsempész egy fegyvert az öltözőbe, amely a pénzszoba közelében található. Marvin, bár nagyon részeg, mégis megjelenik a pályán, Johnny akarata ellenére, ami zavarba hozza a többieket. Ennek ellenére mindenki elfoglalja a helyét, és elköteleződnek a rablás mellett. A birkózó verekedést kezdeményez a bárban, elvonva a biztonságiak figyelmét a pénzszobáról. George segít Johnnynak bejutni az öltözőbe, ahol Johnny megszerzi a fegyvert, maszkot húz, és kirabolja a pénzszobát – eközben a mesterlövész lelövi a versenylovat és amikor a  menekülni próbál, egy patkó kiszúrja a kocsijának a gumiját – amit éppen egy lóápoló dobott a földre, akit korábban feldühített –, és a lövészt lelövik a rendőrök. Johnny kidobja a pénzzel teli zsákot az ablakon, amit Randy vesz fel.
A rejtekhelyen a többiek Johnny visszatértét várják, akinél a pénz van. Val rajtuk üt, tűzharc alakul ki, amely során egyedül George marad életben, de megsebesül. Amikor George tántorogva kilép az utcára, Johnny észreveszi, hogy valami nincs rendben, és továbbhajt. Vásárol egy nagy bőröndöt, átteszi abba a pénzt, és próbálja biztonságosan lezárni. George visszatér a lakásába, megöli Sherryt, majd összeesik. A repülőtéren Johnny újra találkozik barátnőjével, Fayjel. Nem tudják kézipoggyászként felvinni a bőröndöt a gépre, így kénytelenek feladni csomagként. Amikor a poggyászkocsi vezetője félrerántja a járművet, hogy elkerülje egy kutya elütését, a bőrönd kinyílik, és a pénz szétrepül a légcsavar által keltett szélben. Johnnyt a hatóságok felismerik és feltartóztatják. Bár Fay menekülésre biztatja, Johnny visszautasítja, és vállalja a következményeket.
|  | Itt a vége a cselekmény részletezésének! |

## Szereplők
| Szerep             | Színész          | Magyar szinkron |
| ------------------ | ---------------- | --------------- |
| Johnny Clay        | Sterling Hayden  | Jakab Csaba     |
| Fay                | Coleen Gray      | Roatis Andrea   |
| Val Cannon         | Vince Edwards    | Tóth Roland     |
| Marvin Unger       | Jay C. Flippen   | Gruber Hugó     |
| George Peatty      | Elisha Cook, Jr. | Maros Gábor     |
| Sherry Peatty      | Marie Windsor    | Takács Kati     |
| Mike O'Reilly      | Joe Sawyer       | Várkonyi András |
| Randy Kennan járőr | Ted de Corsia    | Konrád Antal    |

## Forgatás
Stanley Kubrick találkozott James B. Harris producerrel, aki akkoriban eladta filmforgalmazó cégét, és új, fiatal tehetséget keresett. Harris Kubrickot „a legintelligensebb és legkreatívabb embernek” tartotta, akivel valaha találkozott, és 1955-ben közösen megalapították a Harris-Kubrick Pictures Corporation nevű produkciós céget. Harris 10 000 dollárért megvásárolta Lionel White Clean Break című regényének megfilmesítési jogait, megelőzve ezzel a United Artists stúdiót, amely Frank Sinatra számára keresett filmprojektet. Kubrick javaslatára felkérték a keményvonalas krimiíró Jim Thompsont a forgatókönyv megírására. A United Artists jelezte, hogy hajlandó lenne finanszírozni a filmet, ha Harris és Kubrick egy ismert sztárt tudnának szerződtetni. Végül Sterling Hayden vállalta a főszerepet 40 000 dollárért, de a stúdió szerint ő nem számított elég nagy névnek, így csak 200 000 dollárral járultak hozzá a film költségvetéséhez; Harris a fennmaradó összeget saját forrásból, 80 000 dollár készpénzzel és 50 000 dolláros apai kölcsönnel fedezte.
Ez volt az első a három közös film közül, amelyet Harris producerként, Kubrick pedig rendezőként jegyzett az 1950-es évek végén és a ’60-as évek elején. A produkció korai munkacímei a Clean Break és a Bed of Fear voltak. A Gyilkosság volt Kubrick utolsó teljes egészében az Egyesült Államokban forgatott játékfilmje 
A szereplőgárdában három színész – Hayden, Ted de Corsia és Timothy Carey – egy évvel korábban már együtt szerepelt a Crime Wave című kis költségvetésű film noirban. A film látványtervezője, Kubrick akkori felesége, Ruth Sobotka volt. A forgatás idejére Kubrick és Harris New Yorkból Los Angelesbe költöztek; Kubrick nem kapott fizetést, és Harris kölcsöneiből élt. Hayden mellett Kubrick olyan színészeket válogatott be, akiket kedvelt korábbi noir filmekből – így került a filmbe Carey, de Corsia, Elisha Cook Jr. és Marie Windsor. Egy másik szerepre korábbi sakkpartnere, a profi birkózóból lett színész, Kola Kwariani kapott lehetőséget, akinek karaktere szintén sakkozó birkózó volt.
A hollywoodi operatőri szakszervezet megtiltotta Kubricknak, hogy egyszerre legyen rendező és operatőr, így a veterán Lucien Ballardot kellett felkérni a film fényképezésére. Kettejük között gyakoriak voltak az összetűzések: egy esetben Kubrick egy 25 mm-es nagylátószögű objektívet akart használni egy hosszú, torzítással járó közelikre épülő beállításhoz, míg Ballard távolabbról, 50 mm-es lencsével akarta rögzíteni a jelenetet. Kubrick határozottan utasította, hogy állítsa vissza az eredeti kameraállást, különben elbocsátja. 

## Kritikai visszhang
A Rotten Tomatoes nevű kritikaösszesítő oldalon a film 47 értékelés alapján 96%-os pozitív értékelést kapott, az átlagos pontszám 8,6/10. Az oldal konszenzusa szerint: „Egy mesterien kidolgozott film noir, amely túlmutat a stílusos erőszakábrázoláson – a Gyilkosság bebizonyítja, hogy Stanley Kubrick kivételes látásmóddal és irányítással rendelkező rendező.”
A New York Times kritikusa, A. H. Weiler így írt: „Bár a Gyilkosság ismerős elemekből építkezik, és részletesebb magyarázatokat igényelne, mégis egy meglehetősen szórakoztató melodrámává fejlődik. … A lóversenyrajongók élvezhetik a Bay Meadows versenypályán rögzített képsorokat, míg más nézők számára a Gyilkosság izgalmas kis kaland lehet.” 

## Mozibemutató
Mivel a Gyilkosság nem kapott megfelelő országos forgalmazást az Egyesült Államokban, a film gyengén teljesített a mozikban. A kritikusok azonban kedvezően fogadták, és több 1956-os év végi toplistán is szerepelt. A Time magazin tévesen jósolta meg, hogy a film "nagyot fog kaszálni a jegypénztáraknál", hozzátéve, hogy Kubrick "merészebb volt párbeszédben és kamerakezelésben, mint amit Hollywood azóta látott, hogy az akaratos Orson Welles kivonult a városból a mozik tulajdonosainak szavazata után" – ennek ellenére a film végül 130 000 dolláros veszteséget termelt.
Magyarországon nem mutatták be, először a Duna TV vetítette 2002. augusztus 3-án.

## A film utóhatása
A The Killing az évek során kultuszfilmmé vált, más Kubrick-alkotásokkal együtt.[8] Például Eddie Muller a filmet 25 kedvenc noirja közé sorolta, a 15. helyre, megjegyezve: „Ha úgy gondolod, hogy egy jó forgatókönyv nagyszerű jelenetek sorozata, akkor ennél jobbat aligha találsz. Az a jelenet annyira jó volt, csináljuk meg újra – csak más szemszögből!”
2012-ben Roger Ebert a filmet felvette „Nagy filmek” listájára. Nyitó gondolatában így ír: „Stanley Kubrick a Gyilkosság (1956) című filmet tekintette első érett nagyjátékfilmjének, két rövidebb előzmény után. 28 éves volt a bemutatókor, addigra már megszállott sakkozó, a Look magazin fotósa, valamint a March of Time híradók rendezője volt. Csábító a gondolat, hogy már itt is felfedezzük későbbi mesterműveinek témáit és stílusjegyeit, de kevés rendező volt olyan eltökélt abban, hogy minden filmje önálló, egyedi alkotás legyen. Ha nem tudnánk, hogy Kubrick rendezte, vajon ráismernénk? Összekötnénk a Dr. Strangelove-val vagy a Barry Lyndon-nal?”
Quentin Tarantino szerint a Gyilkosság közvetlen hatással volt első filmjére, a Kutyaszorítóbanra. Mint fogalmazott: „A Kutyaszorítóban az én "The Killing-em", az én verzióm egy ilyen típusú rablós filmre.”

## Forrás
- Duncan, Paul. Stanley Kubrick: The Complete Films. Taschen GmbH (2003). ISBN 978-3836527750

## Fordítás
- Ez a szócikk részben vagy egészben  a   The Killing (film) című angol Wikipédia-szócikk fordításán alapul.  Az eredeti cikk szerkesztőit annak laptörténete sorolja fel. Ez a jelzés csupán a megfogalmazás eredetét és a szerzői jogokat jelzi, nem szolgál a cikkben szereplő információk forrásmegjelöléseként.